# Bernd Martin
Bernd Martin (10. februar 1955 i Stuttgart, Vesttyskland – 1. december 2018) var en tysk fodboldspiller (forsvarer).
Martin startede sin karriere hos VfB Stuttgart i sin fødeby, hvor han spillede frem til 1982. Han sluttede karrieren med tre sæsoner hos Bayern München, som han vandt både det tyske mesterskab og DFB-Pokalen med.
Martin spillede desuden én kamp for Vesttysklands landshold, en EM-kvalifikationskamp mod Wales 2. maj 1979.

## Titler
Bundesligaen
- 1985 med Bayern München

DFB-Pokal
- 1984 med Bayern München